# Михалє
Михалє — село в Україні, у Поромівській громаді Володимирського району Волинської області. Населення становить 203 осіб.

## Географія
Село розташоване на правому березі Західного Бугу.

## Історія
У 1906 році село Хотячівської волості Володимир-Волинського повіту Волинської губернії. Відстань від повітового міста 26 верст, від волості 15. Дворів 73, мешканців 418.
12 червня 2020 року, відповідно до розпорядження Кабінету Міністрів України № 708-р «Про визначення адміністративних центрів та затвердження територій територіальних громад Волинської області», увійшло до складу Поромівської сільської територіальної громади.
19 липня 2020 року, в результаті адміністративно-територіальної реформи та ліквідації  Іваничівського району, село увійшло до новоутвореного Володимир-Волинського району (від 18 липня 2022 Володимирського).

## Населення
За переписом населення України 2001 року в селі мешкали 203 особи.

### Мова
Розподіл населення за рідною мовою за даними перепису 2001 року:
| Мова       | Відсоток |
| ---------- | -------- |
| українська | 99,51 %  |
| російська  | 0,49 %   |

## Постаті
- Собко Петро Степанович (1936—2025) — український художник і скульптор.